# Molino de agua de Dunster
El molino de agua de Dunster (en inglés, Dunster Mill, también conocido como Castle Mill) es un molino de agua restaurado del siglo XVIII, situado en el río Avill, cerca del puente de Gallox, en los terrenos del castillo de Dunster en la pequeña localidad de Dunster en el condado inglés de Somerset. Es un monumento clasificado de Grado II* y se encuentra dentro del parque registrado de Grado II* del castillo.
El molino se encuentra en un sitio donde se registró por primera vez un molino en el Libro Domesday, pero el edificio actual se construyó alrededor de 1780. Cerró en 1962, pero fue restaurado en 1979 y todavía se utiliza para moler harina. El equipo está accionado por dos ruedas hidráulicas. Es propiedad y está administrado por el National Trust.

## Historia
En la época del Libro Domesday en 1086, había dos molinos en Dunster. Uno que se llamó Molino Inferior estaba en el sitio del molino actual. En el siglo XVII había molinos de malta y de avena, pero en 1721 uno de ellos se había convertido en batán. El molino actual, que se construyó alrededor de 1780 y reemplazó a los dos molinos anteriores. En 1940 se añadió una panadería. El molino molió maíz hasta la Segunda Guerra Mundial y luego alimento para animales hasta que cerró en 1962.
Fue restaurado para que pudiera funcionar normalmente en 1979 y ganó un premio de conservación en 1982. El molino todavía se utiliza para producir harina de trigo, centeno y espelta a partir de cereales orgánicos. En los edificios que antiguamente eran la casa de carretas y los establos se abrió una cafetería. Los trabajos de restauración adicionales, completados en 2007, fueron financiados por el Fondo de Desarrollo Sostenible de Exmoor.
Aunque el edificio es propiedad del National Trust, está arrendado a una empresa privada como atracción turística y se aplica una tarifa de entrada a todos los visitantes. El lugar recibe alrededor de 60 000 turistas al año y produce unas diez toneladas de harina cada año.

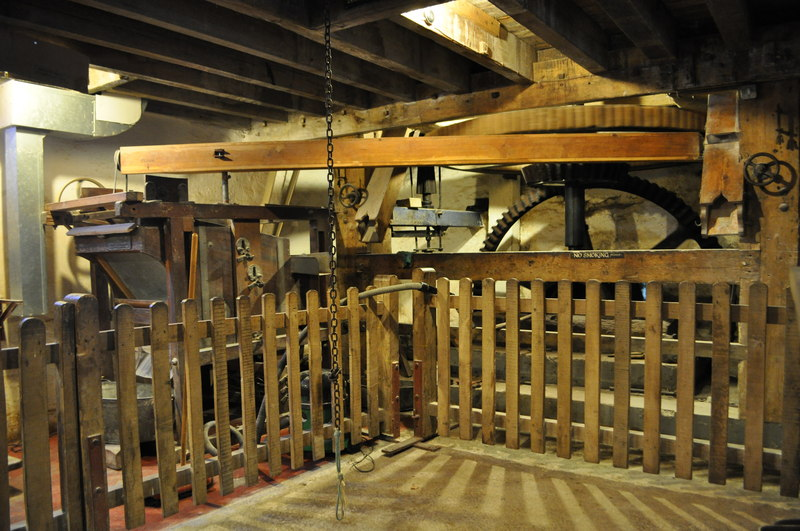
La rueda de pozo y la rueda dentada junto con el transportador de harina y el tamiz.

La segunda rueda hidráulica (inferior) se reemplazó en 2015 y la maquinaria asociada se renovó y reparó en 2016. Las muelas conectadas a la nueva rueda (inferior) se rectificaron en 2016.

## Características
El edificio de tres plantas tiene tejado de pizarra. Al sureste, un muro de piedra tiene una entrada arqueada hecha de hierro forjado.
El equipo de fresado es impulsado por un par de ruedas hidráulicas sobrecargadas, que transfieren energía a la rueda del pozo, la rueda dentada y la tuerca de piedra asociadas (internas). Esto luego impulsa las muelas. En el primer y segundo piso hay trampillas que permiten subir el grano al edificio mediante un elevador de sacos.